# Feddemapolder
De Feddemapolder is een voormalig waterschap in de provincie Groningen.
De polder was gelegen ten noorden van de Middendijk bij Wierhuizen, tussen deze dijk en de (vervallen) kadijk. De polder loste zijn water op de Bokumer-Ikemapolder door een houten pomp (duiker) in de Westelijke opdijk. 
Waterstaatkundig gezien ligt het gebied sinds 1995 binnen dat van het waterschap Noorderzijlvest.